# Telodeinopus bibundinus
Telodeinopus bibundinus är en mångfotingart som först beskrevs av Carl Graf Attems 1914.  Telodeinopus bibundinus ingår i släktet Telodeinopus och familjen Spirostreptidae. Inga underarter finns listade i Catalogue of Life.